# Santi Sette Fondatori (församling)
Santi Sette Fondatori är en församling i Roms stift, belägen i Quartiere Nomentano och helgad åt Servitordens heliga sju grundare. Församlingen upprättades den 26 maj 1935 genom dekretet ”Vineam Domini” av kardinalvikarie Francesco Marchetti Selvaggiani.
Till församlingen Santi Sette Fondatori hör följande kyrkobyggnader och kapell:
- Santi Sette Fondatori, Piazza Salerno 4
- Cappella Compassioniste Serve di Maria, Via Alessandro Torlonia 14
- Cappella Nostra Signora, Via Pavia 23
- Cappella Serve di Maria Ministre Infermi, Via Antonio Musa 16
- Cappella delle Suore della Carità di Sant'Anna, Via Bari 15
- Cappella Adoratrici Santissimo Sacramento, Via Alessandro Torlonia 6

## Institutioner inom församlingen
- Casa Santa Maria degli Angeli – Studentato dei Canonici regolari della Santa Croce – Fratelli della Croce, Via Antonio Musa 8
- Centro Culturale Internazionale «Giovanni XXIII», Via Casilina 205
- Istituto scolastico Mater Dolorosa, Via Alessandro Torlonia 14
- Istituto scolastico Nostra Signora – Petranova International Institute, Via Pavia 23
- Università Sapienza – Clinica ematologica, Via Benevento 6
- Centro culturale Santa Maria ad Nives dell'Associazione di Vergini Consacrate Servidoras, Viale Regina Margherita 265
- Comunità delle Suore della Carità di Sant'Anna, Via Bari 15
- Comunità dell'Incarnazione delle Suore Orsoline del Sacro Cuore di Maria, Via Como 40
- Casa generalizia delle Suore adoratrici ancelle del Santissimo Sacramento e della Carità, Via Alessandro Torlonia 6
- Istituto Ravasco delle Figlie dei Sacri Cuori di Gesù e di Maria, Piazza Galeno 6
- Comunità delle Ancelle della Visitazione, Via Giorgio Baglivi 9
- Casa provinciale dei Servi di Maria, c/o Parrocchia Santi Sette Fondatori, Piazza Salerno 4
- Casa di istituto religioso femminile – Casa Generalizia, Suore Ospedaliere del Sacro Cuore di Gesù (H.S.C.), Piazza Salerno 3, Cappella delle Suore Ospedaliere del Sacro Cuore di Gesù
- Casa di istituto religioso femminile – Casa Generalizia, Serve di Maria, Ministre degli Infermi (S. de M.), Via Antonio Musa 14/16